# Satélite SAR
O Satélite SAR é um pequeno satélite de observação da Terra brasileiro que está atualmente sendo desenvolvido pelo Instituto Nacional de Pesquisas Espaciais (INPE). Ele terá uma massa de 800 kg.

## Objetivo
O Satélite SAR atenderá às necessidades operacionais de monitoramento da floresta Amazônica e da agricultura brasileira. Complementar ao satélite óptico Amazônia-2, o Satélite SAR servirá a aplicações da cartografia, geração de modelos de terreno, análises de deformações no terreno, mudanças de uso da terra para análises de desflorestamento e agricultura, detecção de alvos de interesse para inteligência.

## Características
O Satélite SAR terá três modos de operação:
- Cobertura Rápida (operacional): cobre a Terra em 5 dias, com resolução de 30 metros numa faixa de 560 km;[1]
- Cobertura Detalhada (operacional): cobre a Terra em 25 dias, com uma resolução de 10m numa faixa de 115 km;[1]
- Alta Resolução (sob demanda): obtém imagens de 3 metros de resolução, com faixa de 30 km.[1]